# كريس ديكسون
كريس ديكسون (بالإنجليزية: Chris Dickson)‏ (28 ديسمبر 1984 في المملكة المتحدة - ) هو لاعب كرة قدم بريطاني في مركز الهجوم. شارك مع منتخب غانا لكرة القدم. أما مع النوادي، فقد لعب مع أيل ليماسول وتشارلتون أثلتيك ونادي إيرميس أراديبو ونادي بريستول روفيرز ونادي غيلينغهام ونادي كرو ألكساندرا ونادي مجموعة شانغهاي الدولية للموانئ ونيا سلاميس فاماغوستا ونادي بافوس وداغنهام وريدبريدج وإيريث وبلفيدير ‏ ودولويتش هاملت وإينوسيس نيون باراليمني ‏.

## وصلات خارجية
- كريس ديكسون على موقع قاعدة بيانات كرة القدم.إي يو (الإنجليزية)
- كريس ديكسون على موقع ناشيونال فوتبول تيمز (الإنجليزية)
- كريس ديكسون على موقع Soccerbase.com (لاعب) (الإنجليزية)
- كريس ديكسون على موقع Soccerway.com (الإنجليزية)
- كريس ديكسون على موقع عالم كرة القدم.نت (الإنجليزية)
- كريس ديكسون على موقع AS.com (الإسبانية)